# BBC HD
BBC HD är en renodlad underhållningskanal från det brittiska public service-tv- och radiobolaget BBC:s kommersiella arm BBC Worldwide och dess förgrening BBC Nordic. Sändningarna till Sverige startade den 3 december 2008 samtidigt som BBC Lifestyle, BBC Knowledge och BBC Entertainment lanserades av BBC Nordic. Kanalen sänder i en version speciellt framtagen för den skandinaviska marknaden med undertexter på de skandinaviska språken. Den främsta anledningen till att kanalen sänder i olika versioner för olika regioner är tillgången till program. Ofta har man enbart rättigheter att sända ett visst program över en specifik region. Den nordiska versionen tenderar att ha ett betydligt mer sparsmakat utbud än vad public service-versionen i Storbritannien har.

## Målgrupp
Kanalen riktar sig till tittare i länder utanför Storbritannien och ingår i BBC:s kommersiella del BBC Worldwide som saknar public service-skyldigheter. BBC HD:s syfte är att tjäna pengar som bidrar till att finansiera de inhemska public service-kanalerna. Verksamheten sker helt och hållet på kommersiella grunder och inga bidrag kommer från den brittiska tv-licensen. Andra kanaler i denna kategori är BBC Lifestyle, BBC World News, BBC Knowledge, BBC Entertainment och UKTV. Den sistnämnda sänder ett antal reklamkanaler inom Storbritannien på Sky-plattformen.

## Historia
Föregångarna till BBC HD var BBC TV Europe, BBC World Service Television och BBC Prime. Den förstnämnda sände från 1987 till 1991 till tittare över hela Europa via satellit och kabel. Kanalen samsände en blandning av program från BBC One och BBC Two och varvade dessa med reklamavbrott som enbart visades till tittarna utanför Storbritannien. Samma program som visades i Storbritannien sändes alltså till tittarna i Europa. Tablån följde till största delen den för BBC One. BBC TV Europe fungerade på samma sätt som svenska SVT Europa idag samsänder program från SVT1 och SVT2 till tittare utanför Sveriges gränser. 
BBC TV Europe ersattes dock 1991 av kanalen BBC World Service Television. Programpolicyn förändrades helt eftersom brittiska politiker beslutat att licenspengar enbart skulle få gå till BBC:s inhemska verksamhet. Samsändningarna med BBC One och BBC Two upphörde och ersattes av repriser av gamla serier. 1995 lades kanalen ner och ersattes med nyhetskanalen BBC World och underhållningskanalen BBC Prime. BBC Prime blev en best of-kanal som visade godbitar från BBC:s arkiv. Under en period visades även program från konkurrenten ITV då det TV-bolaget under en period av delägare i kanalen.
Sändningarna av BBC HD till Sverige startade under november 2008 och var de första utanför Storbritannien. Samtidigt relanserades BBC Prime under det nya namnet BBC Entertainment och fick en bukett av nya systerkanaler.

## Mottagning
Kanalen är i Skandinavien en kodad betalkanal och sänds på satellit. Den inhemska brittiska versionen är dock okodad men kräver en betydligt större parabolantenn än den skandinaviska och sker via Astra 2D. Att abonnera på BBC HD går i Sverige om man har digital-TV och en HD-box från TV-operatören Canal digital. Ett abonnemang på HD-paket från Canal Digital krävs för att få tillgång till kanalen. Via parabol är man tvungen att abonnera på ett kanalpaket från för att få tillgång till kanalen. I detta fall sänds kanalen på satelliten Thor. Sedan den 15 november är BBC HD tillgänglig i Com hems nät.
BBC:s inhemska public service-kanaler, BBC One, BBC Two, BBC Three, BBC Four, BBC News, CBBC, CBeebies, BBC Parlament och den inhemska versionen av BBC HD är officiellt inte tillgängliga i Sverige. Trots detta är det på flera platser i Sverige möjligt att ta emot de digitala sändningarna från satelliten Astra 2D om man har en tillräckligt stor parabolantenn. Programkort eller abonnemang krävs inte då sändningarna är okodade. I Stockholmsområdet räcker det med en 120 cm stor parabol för att kunna ta emot sändningarna.